# 88 (szám)
A 88 (római számmal: LXXXVIII) a 87 és 89 között található természetes szám.

## A szám a matematikában
A tízes számrendszerbeli 88-as a kettes számrendszerben 1011000, a nyolcas számrendszerben 130, a tizenhatos számrendszerben 58 alakban írható fel.
A 88 páros szám, összetett szám, kanonikus alakban a 23 · 11 szorzattal, normálalakban a 8,8 · 101 szorzattal írható fel. Nyolc osztója van a természetes számok halmazán, ezek növekvő sorrendben: 1, 2, 4, 8, 11, 22, 44 és 88.
A 88 osztható osztóinak számával.
Primitív áltökéletes szám.
Érinthetetlen szám: nem áll elő pozitív egész számok valódiosztóösszeg-függvényeként.
Tizenhatszögszám.
Mivel található olyan 88 egymást követő egész szám, amelynél minden belső számnak van közös prímtényezője akár az első, akár az utolsó taggal, a 88 Erdős–Woods-szám.
Palindromszám a következő számrendszerekben: 5 (3235), 10 (8810), 21 (4421) és 43 (2243), repdigit a következőkben: 10, 21 és 43.

## A tudományban
- A periódusos rendszer 88. eleme a rádium.

## A 88-as számhoz kapcsolódó fogalmak
- A napjainkban használt 88 csillagképet és azok határait a Nemzetközi Csillagászati Unió 1930-ban határozta meg, egységesítve a különböző korábbi elnevezéseket.
- A skinheadek, neonácik kedvelt száma, amit gyakran szoktak 14/88 formában használni. Ezek a számok David Lane által írt 88 törvényre, illetve a „14 szó” tartalmára utalnak. Emellett Adolf Hitler burkolt éltetésére és ezáltal egymás beazonosítására is használják, mivel a "H" a német ábécé 8. betűje, ily módon 88 = HH, ami annyit tesz: "Heil Hitler". Különböző neonáci zenekarok nevében is gyakran fellelhető ezen utalás (pl. Divízió 88).[6]
- A rádióamatőrök rövidítésként használják az „ölelés és csók!” elköszönés helyett.[7]